# 北バージニア方面作戦
南北戦争の北バージニア方面作戦（きたバージニアほうめんさくせん、英:Northern Virginia Campaign、またはSecond Bull Run Campaign、またはSecond Manassas Campaign）は、1862年8月から9月の間に、東部戦線のバージニア州で行われた一連の戦闘である。南軍の将軍ロバート・E・リーは、半島方面作戦の七日間の戦いでの成功に続いて、北のワシントンD.C.方向に動き、北軍のジョン・ポープ少将が率いるバージニア軍を破った。
リーは、ポープ軍がジョージ・マクレラン少将のポトマック軍と合流して勢力的に優位に立たれることを心配し、ストーンウォール・ジャクソン少将を北へ送って、ポープのゴードンスビルへの前進を妨害しようとした。両軍は8月9日のシーダー山で初めてまみえ、南軍が勝った。リーは、バージニア半島にいるマクレラン軍がもはやリッチモンドに対する脅威ではなくなったと判断し、その軍隊の残り大半であるジェイムズ・ロングストリートの軍にジャクソンの後を追わせた。ジャクソンはポープ軍の右翼を回り込む広域の操軍を行い、ポープ軍の背後のマナサス鉄道結節点にあった北軍の大規模補給庫を占領し、ポープ軍とワシントンD.C.の間に自軍を置いた。ジャクソンは1861年に行われた第一次ブルランの戦いの時の戦場近くに防御に適した陣地を確保し、リーとロングストリートの軍隊が戦場に到着した8月29日にはうまく北軍の攻撃を撃退した。8月30日、ポープは再度攻撃を掛けたが、ロングストリート軍とジャクソン軍による攻撃の間で捕獲されそうになり、大きな損失を出して後退を余儀なくされた。この方面作戦は、もう一度ジャクソン軍が側面攻撃に出て、9月1日のシャンティリーの戦いでポープ軍が敗北して終わった。
リーの北バージニア軍のポープ軍に対する操軍は軍事上の傑作だと考えられている。歴史家ジョン・J・ヘネシーは、「リーはもっと賢く戦えたかもしれないが、これは彼の偉大な作戦だった」と書いた。

## 背景と対戦した戦力
1862年6月の七日間の戦争で、マクレランの半島方面作戦が崩壊した後、エイブラハム・リンカーン大統領は、新しく結成された北バージニア軍の指揮官にジョン・ポープを指名した。ポープは西部戦線で幾らかの成功を積んでおり、リンカーンはマクレランよりも攻撃的な将軍を求めた。ポープは部下の指揮官から慕われる存在ではなく、軍団指揮官として選ばれた3人全員が事実上ポープよりランクが上であり、東部の兵士は西部の兵士より劣ると言わんばかりの自慢話で若い士官も辟易させた。ポープが抜擢した何人かはポープの攻撃的な調子に勇気づけられた。

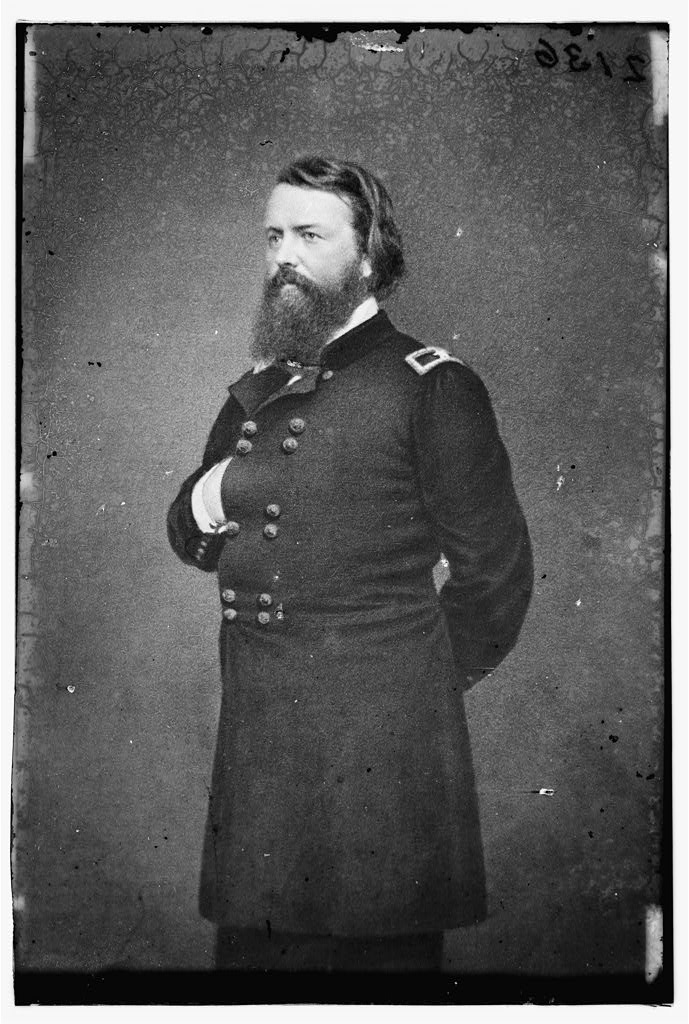
北軍の指揮官
ジョン・ポープ少将

北軍のバージニア軍は既存のバージニア周辺で活動していた方面軍から1862年6月26日に結成され、その大半は最近のジャクソンによるバレー方面作戦で翻弄されていた。ジョン・C・フレモント少将のマウンテン方面軍、アービン・マクドウェル少将のラッパハノック方面軍、ナサニエル・バンクス少将のシェナンドー方面軍、ワシントン軍事地区からサミュエル・D・スタージス准将の旅団、西バージニアからジェイコブ・D・コックス准将の師団で構成された。この新しい軍隊51,000名は3つの軍団に分けられ、第1軍団は、ポープの指名に続いて嫌気して辞めたフレモントに代わってフランツ・シーゲル少将が指揮し、第2軍団はバンクス、第3軍団はマクドウェルが指揮した。スタージスのワシントン部隊は予備隊とされた。ジョン・ベアズリー大佐とジョン・P・ハッチ、ジョージ・B・ベイアード各准将の騎兵旅団は直接3個歩兵軍団に付属され、集中的統帥が無かったことでこの方面作戦では消極的な効果しか無かった。マクレランのポトマック軍に属する3個軍団（第3軍団、第5軍団および第6軍団）とアンブローズ・バーンサイド少将の第9軍団（指揮はジェシー・リー・リノ少将）が戦闘中にポープ軍に合流し、総勢力は77,000名となった。
南軍側は、ロバート・E・リーの北バージニア軍55,000名が2つの「翼」あるいは「指揮」に組織された（これら部隊を「軍団」と称するのはアメリカ連合国が1862年に立法化した後である）。「右翼」はジェイムズ・ロングストリート少将に、左翼はストーンウォール・ジャクソン少将に指揮された。J・E・B・スチュアート少将の騎兵師団はジャクソンの翼に付けられた。南軍の攻勢は七日間の戦いのためにリーが引き継いだ時の軍隊よりかなり単純になっており、これはリーが効果的でないと考えた何人かの師団指揮官を外し、残りの師団をジャクソンとロングストリートの下に集めた結果だった。

## 作戦と初動
ポープの任務には幾つかの目標があった。ワシントンとシェナンドー渓谷を守ること、および南軍をゴードンスビルの方向に誘導してマクレランから引き離すことだった。ポープは、ゴードンスビル、シャーロッツビルおよびリンチバーグを繋ぐバージニア中央鉄道を騎兵隊で遮断させる事で、後の方の作戦を始めた。ハッチが指揮する騎兵隊の出発が遅れ、7月19日にはストーンウォール・ジャクソン軍14,000名がゴードンスビルを占領していることを発見した（ハッチが7月22日に鉄道を遮断する2回目の試みにも失敗した後、ポープはハッチを騎兵指揮官から外し、第3軍団ルーファス・キング准将師団の歩兵旅団指揮官に割り当てた）。
ポープはリンカーンから奨励されたもう一つの大きな目標があった。このとき初めて北軍は、戦争の過酷さを直接アメリカ連合国の文民に味わわせることで圧力を掛けようとした。ポープはこの件で3件の将軍命令を発した。将軍命令第5号は軍隊が「その土地で生きていく」（食料を地元で調達する）ことを指示し、「アメリカ合衆国に忠実だった市民」のみに戦後に払われる預かり証で、取り立てを受けた農民に弁償するというものだった。ある兵士にとっては、これが略奪や窃盗の公式の免許になった。将軍命令第7号と第11号は、北軍の後方で続いている南軍のゲリラの問題を扱った。ポープは、北軍に銃口を向けて発砲した家はどれも焼却され、住人は戦争捕虜として扱われると命じた。北軍の士官は「その戦線あるいは届く範囲内にいるあらゆる不忠な男性市民を逮捕」するよう指示された。これらの命令はポープの仲間であるマクレランの戦争哲学とは基本的に異なっており、この方面作戦中、2人の間に幾らかの敵意を疑いもなく生じさせた。アメリカ連合国当局は激怒し、ロバート・E・リーはポープの事を「ごろつき」と決めつけた。
リーは、七日間の戦いでマクレランと戦った経験から、マクレラン軍はもはやバージニア半島で脅威では無くなったと認識し、リッチモンドの直接防衛のために全軍を残しておく必要性はないと考えた。このことで、ジャクソンをゴードンスビルに行かせてポープ軍の動きを止め、同時にバージニアの中央鉄道を守らせることができた。リーは心に大きな作戦を描いていた。北軍はポープ軍とマクレラン軍に分かれており、その距離も遠く離れているので、マクレランに注意を戻す前にポープ軍を潰すチャンスだと考えた。
7月26日、リーは、伝説の騎兵でゲリラ戦士であり、捕虜交換から帰ってきたばかりのジョン・S・モスビー大尉に会った。モスビーは北軍管轄下のハンプトン・ローズ地区を通って帰ってきており、重要な海軍の輸送活動を目撃して、ノースカロライナ州で戦ってきたアンブローズ・バーンサイド少将の軍隊が、船で運ばれポープ軍の支援に回るものと推定した。リーは、バーンサイドの軍が到着する前に迅速な行動を採ろうと考え、翌日、A・P・ヒル少将に12,000名を付けてジャクソン軍との合流に向かわせた。一方マクレラン軍に対しては砲撃と陽動作戦でその注意を引き付けた。マクレランはハリソンズランディングからマルバーンヒルまで軍隊を前進させ、リーはその脅威に対応するために南に動いたが、マクレランは結局その前進を止めさせた。8月3日、北軍総司令官ヘンリー・ハレックはマクレランに半島からの最終的な撤退と、ポープ軍支援のための北バージニアへの帰還を命じた。マクレランは抗議し、8月14日までその再配置を始めなかった。

## 戦闘と動き、8月7日-27日
7月29日、ポープはその作戦本部をワシントンから戦場に移した。ハレックからはマクレラン軍と連携する作戦を知らされたが、それを待っているよりも先に、シーダー山近くの陣地にその軍隊の一部を動かし、そこからゴードンスビルに対して騎兵の襲撃を掛けさせようと考えた。ジャクソンは8月7日にカルペパー・コートハウスまで前進し、ポープ軍の残り部隊が集合する前にポープの軍団を攻撃しようと考えた。

### シーダー山の戦い（8月9日）
8月9日、ナサニエル・バンクスの軍団がシーダー山でジャクソン軍を攻撃し、緒戦は好調だった。南軍のチャールズ・S・ワインダー准将が戦死し、その師団は分断された。A・P・ヒル少将が率いた南軍の反撃で、バンクス軍はシーダークリークを越えて撤退した。しかし、ジャクソン軍の侵攻が北軍のジェイムズ・B・リケッツ准将の師団によって止められた。正午までに、ジャクソンはポープ軍が集結したことを知り、個別撃破しようという彼の作戦を諦めた。ジャクソン軍は8月12日までその場に留まり、その後ゴードンスビルまで後退した。
8月13日、リーはロングストリート軍をジャクソン軍の支援に送り出し、さらに翌日、マクレラン軍が半島を離れたことを確認した後で、（2個旅団を除いて）全軍の残り全てを派遣した。リーは8月15日にゴードンスビルに到着し、全軍の指揮を執った。リーは北バージニア軍全軍をクラークス山の南に集結させ、マクレラン軍がポープの支援に到着する前に、ポープ軍を破るための迂回行動を立案した。その作戦とは、スチュアートの騎兵隊をまず派遣し、本隊が後に付いて8月18日にクラークス山の陰に隠れてラピダン川の北に至るというものだった。スチュアートはサマービルフォードを渡って鉄道橋を破壊し、続いてポープ軍の左翼から後方に回り込み、物資を破壊して北軍の退路になりそうな道を塞ぐことを予定した。兵站の難しさと騎兵の動きが遅れたことで、この作戦は破棄された。
8月20日と21日、ポープは戦線をラッパハノック川まで後退させた。ポープは、北軍の騎兵が襲撃した先でリーの命令文書の写しを捕獲しており、その作戦に気付いていた。スチュアートはその襲撃中に捕獲されそうになり、そのマントと羽根付き帽子を取られてしまったが、8月22日に、カトレット駅にあったポープの作戦本部を襲い、北軍指揮官の制服を手に入れて仕返しした。スチュアートの襲撃は北軍の右翼が迂回行動に対して脆弱であることを示したが、激しい雨で川が溢れんばかりとなっており、これを困難にした。これはポープ軍を補強するという作戦も困難にした。それが実現すれば北軍の勢力は13万名となり、南軍北バージニア軍の2倍以上になるところだった。

### 第一次ラッパハノック駅の戦い（8月22日-25日）
両軍はラッパハノック川沿いで一連の小さな戦闘を行った。ウォータールー橋、リースプリング、フリーマンの浅瀬およびサルファースプリングの各戦いがあり、数百の損失を出した。
これらの小競り合いで、両軍とも川沿いの監視を続けた。雨量が多く川水は脹れ上がっていたので、リーは川を越えてまで進軍させられなかった。ポープは川を越えてリー軍の右翼を叩く攻撃を検討したが、やはり高水位に妨げられた。この時までに、ポトマック軍の支援部隊が半島から到着した。ハインツェルマン少将の第3軍団、フィッツ・ジョン・ポーター少将の第5軍団、およびジョージ・W・テイラー准将指揮下の第6軍団の一部だった。敵の勢力が自軍を上回ってきたことに直面したリーの新しい作戦は、ジャクソンとスチュアートに全軍の半分を付けてポープ軍の通信線であるオレンジ＆アレクサンドリア鉄道を遮断するために側面に回らせた。これでポープ軍は撤退を強いられ、移動中に脆弱になったときに打ち破れるはずだった。ジャクソンは8月25日に出発し、その夜、セイラム（今日のマーシャル）に到着した。

### マナサス駅作戦（8月25日-27日）
8月26日夕刻、ジャクソンの翼はサラフェアギャップを通ってポープ軍の右翼を回り込み、ブリストーでオレンジ・アンド・アレクサンドリア鉄道を攻撃し、8月27日の夜明け前に、マナサス鉄道結節点で北軍の大規模補給庫を破壊した。この急襲で、ポープ軍はラッパハノック川沿いの防衛線から慌ただしい後退を強いられた。8月27日、ジャクソン軍はユニオンミルズ（ブルラン橋）近くで北軍の1個旅団を崩壊させ、数百の損失を出させたうえに、ジョージ・テイラー准将が致命傷を負った。南軍リチャード・イーウェル少将の師団は、ケトルランで北軍ジョセフ・フッカー少将の師団と活発な後衛戦を演じ、約600名の損失を出した。イーウェル隊は暗くなるまで北軍の攻撃を持ち堪えた。8月27日から28日にかけての夜に、ジャクソンはその師団を北の第一次ブルランの戦いの戦場に進軍させ、未完成の鉄道路盤の背後に陣を布かせた。

## 戦闘と動き、8月28日-9月1日

### サラフェアギャップの戦い（8月28日）
北軍リケッツの師団はサラフェアギャップにあるチャップマンのミル近くで小競り合いを演じた後、数マイル北のホープウェルギャップを過ぎる南軍の縦隊とサラフェアギャップの高台を確保していた部隊に側面を衝かれた。リケッツ隊が後退し、ロングストリートの翼がギャップを通ってジャクソン軍に合流することを可能にした。このことは一見重要でないように見えるが、リー軍の両翼がマナサスの戦場で合流することを許したので、8月29日から30日に掛けての戦闘でポープ軍が敗北する事実上の要因になった。リケッツはゲインズビルを通ってマナサス結節点まで後退した。

### 第二次ブルランの戦い、あるいは第二次マナサスの戦い（8月28日-30日）
ジャクソンはポープ軍を戦いに引き込むために、8月28日にウォレントン・ターンパイク上のジャクソン軍の前面を通過中の北軍縦隊に攻撃を掛けさせた。ブローナーの農園の戦いは数時間続き、引き分けに終わった。ポープはジャクソンを罠に嵌めたと思い込むようになり、自軍の主力をジャクソン軍に集中させた。8月29日、ポープは未完成の鉄道路盤に沿ったジャクソンの陣地に一連の攻撃を掛けさせた。この攻撃は両軍に大きな損失を出させ、北軍は撃退された。正午、ロングストリート軍がサラフェアギャップから戦場に到着しジャクソン軍の右翼に就いた。
8月30日、ポープはその攻撃を再開させたが、ロングストリート軍が到着したことを知らないかのようだった。ポーターの第5軍団による北軍の攻撃を南軍の集中砲火が砕いたとき、ロングストリート軍28,000名からなる右翼が反撃を行ったが、これは南北戦争の中でも最大の同時集中攻撃になった。北軍の左翼が崩壊し、ブルラン川の後方に撤退した。北軍後詰め部隊の効果的な行動により、第一次ブルランの戦いのような惨事の再現だけは免れた。それでもポープ軍のセンタービルへ向けた撤退は慌ただしいものだった。翌日、リーは自軍に追撃を命じた。この戦いは北バージニア方面作戦の中でも決定的な戦いだった。

### シャンティリーの戦い（9月1日）
ジャクソンは、ブルランからの北軍の撤退を遮断することを期待して大きな回り込み行動を行った。9月1日、ジャクソンは、オックスヒルに近いリトルリバー・ターンパイクのシャンティリー・プランテーションの向こうに、フィリップ・カーニーとアイザック・スティーブンス各少将の師団に対して自軍の師団を送った。南軍の攻撃は激しい雷雨の間の激闘によって止まった。北軍のスティーブンスとカーニー両将軍は戦死した。ポープはフェアファックス・コートハウスにいる自軍がなお危険な状態にあることを認識し、ワシントンまでの撤退続行を命じた。

## 戦いの後
北バージニア方面作戦は、リーの小さな軍隊がその資源を慎重に使ったものの、両軍共に高いものについた。北軍75,000名の損失は16,054名（戦死1,724名、負傷8,372名、不明又は捕虜5,958名）となり、2ヶ月前の七日間の戦いの損失に相当するものになった。南軍48,500名の損失は9,197名（戦死1,481名、負傷7,627名、不明又は捕虜89名）だった。
この方面作戦はリーとその主要な2人の部下の勝利となった。軍事歴史家ジョン・J・ヘネシーは、リーの最大の方面作戦だったとして、「彼がかってなした中でも戦略と戦術の幸福な結婚」と表現した。リーは大胆な行動と適切な用心深さのバランスを取り、その部下の役割を効果的にする方法を選んだ。ジャクソンの回り込み行動は（36時間で54マイル (86 km)を行軍して北軍の後に回った）、「この戦争でこの種の行動としては最も大胆なものであり、ジャクソンならではそつなく実行できた。」8月30日のロングストリートの攻撃は「時機を得、力強くまた迅速であり、これまでに無いぐらい北軍を崩壊の瀬戸際に追い込んだ。」
リーに翻弄されたポープは事実上ワシントンで包囲された。もしポープがリンカーン大統領に政治的および個人的に密接な繋がりが無かったとすれば、彼の軍人としての経歴は完全に終わっていただろう。ポープはその代わりに、ウィスコンシン州ミルウォーキーに転任させられ、北西方面軍の指揮に就き、1862年のダコタ戦争を戦った。ジョージ・マクレラン少将はワシントン周辺の全北軍の指揮官となり、そのポトマック軍は1862年9月12日に解体されたバージニア軍を吸収した。
ポープがもはや脅威でなくなり、マクレランはその軍隊を再編した一方で、リーはその軍隊を西方と北方に向け、9月4日にポトマック川を越えてメリーランド州に入り、メリーランド方面作戦およびハーパーズ・フェリーの戦い、サウス山の戦いおよびアンティータムの戦いへ向かって行った。